# Bolotnîțea, Talalaiivka
Bolotnîțea (în ucraineană Болотниця) este o comună în raionul Talalaiivka, regiunea Cernihiv, Ucraina, formată numai din satul de reședință.

## Demografie
Componența lingvistică a comunei Bolotnîțea
     Ucraineană (99,32%)
     Alte limbi (0,68%)
Conform recensământului din 2001, majoritatea populației comunei Bolotnîțea era vorbitoare de ucraineană (99,32%), existând în minoritate și vorbitori de alte limbi.